# Massengrab von Brezovica

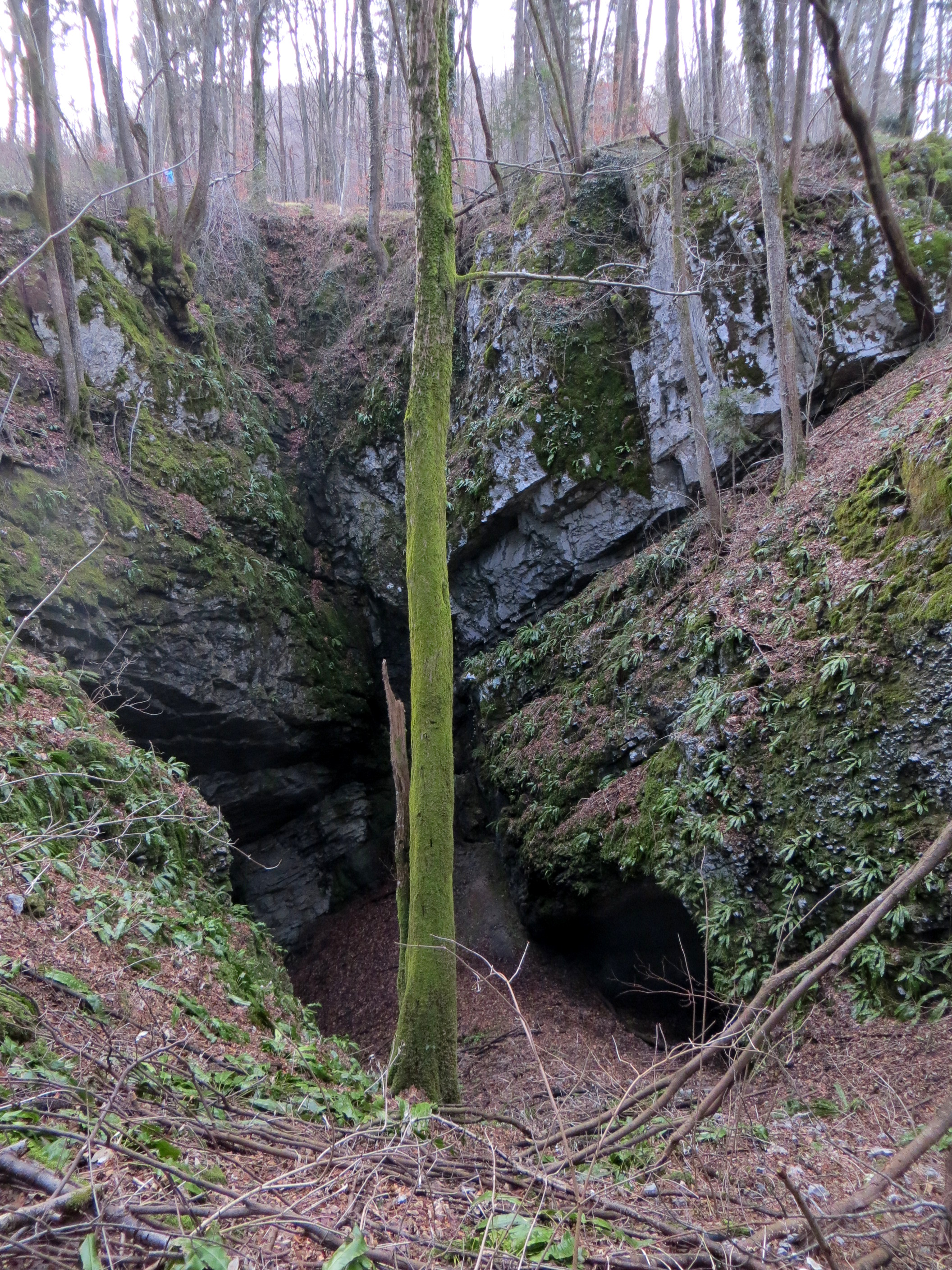
Eingang zum Ledenica-Massengrab

Auf dem Gebiet der Gemeinde Brezovica in Slowenien wurde bisher (Stand Februar 2024) ein Massengrab in Planinca aus der Zeit um den Zweiten Weltkrieg gefunden.
- Das Ledenica-Massengrab (slowenisch: Grobišče Ledenica pri Planinci) befindet sich im Ledenica-Schacht nordöstlich des Dorfes Planinca, in den nördlichen Ausläufern des Krimberges. Das Grab enthält die Überreste nicht identifizierter Opfer.[1]